# ایروی دهانی
ایروی دهانی-حلقی (به انگلیسی: oropharyngeal airway) که بیشتر با نام ایروی دهانی یا به اختصار ایروی (به انگلیسی: airway) نامیده می‌شود، وسیله‌ای است که برای باز نگه داشتن دهان بیمار از آن استفاده می‌شود. زمانی که فرد ناهوشیار است عضلات فک شل شده و این باعث شل شدن زبان و به عقب رفتن آن و در نتیجه انسداد در راه هوایی می‌شود، این وسیله مانع به عقب برگشتن زبان شده و انسداد راه هوایی بیمار را بر طرف می‌کند.

## تاریخچه و موارد استفاده
این وسیله توسط آرتور ارنست گودل ابداع شد. این وسیله در سایزهای مختلف از جمله سایز نوزادان تا سایز بزرگسالان وجود دارد. همچنین از این وسیله در مراقبتهای قبل بیمارستانی یا در زمان کوتاهی بعد از بیهوشی جهت مدیریت پیشرفته راه‌هوایی یا در زمانی که روش‌های دستی مانند مانور کشیدن چانه به بالا و مانور سر به عقب/چانه به بالا کافی به نظر نمی‌رسند استفاده می‌شود.
این وسیله توسط پرسنل آموزش دیده اورژانس یا سایر افراد کادر درمان در زمانی که لوله‌گذاری تراشه ممکن نیست یا توصیه نمی‌شود یا مشکل خاصی برای مدت کوتاهی وجود دارد استفاده می‌شود.
از این وسیله فقط برای بیماران غیرهوشیار استفاده می‌شود، زیرا استفاده برای بیماران هوشیار یا نیمه هوشیار موجب فعال شدن رفلکس گگ و در پی آن ایجاد تهوع و استفراغ و در نهایت به شکل بالقوه موجب بیشتر شدن انسداد راه هوایی بیمار خواهد شد. در مقابل برای بیماران هوشیار یا نیمه هوشیار از ایروی بینی استفاده می‌شود چون موجب تحریک رفلکس گگ نمی‌شود.
برای تعبیه این وسیله در دهان بیمار نیاز است که سایز مناسب آن انتخاب شود تا نهایت اثربخشی و کمترین آسیب (مانند تروما) را به دنبال داشته باشد.

## روش تعبیه
با اندازه‌گیری فاصله زاویه فک تا دهان می‌توان سایز مناسب ایروی را به دست آورد. ایروی را به شکل برعکس یعنی طوری که انتهای آن روبروی سقف دهان باشد وارد دهان کرده و پس از برخورد آن با حلق آن را ۱۸۰ درجه می‌چرخانند. این روش این اطمینان را ایجاد می‌کند که زبان آسیب نبیند و همچنین زبان به انتهای حلق فرستاده نشود.
روش جایگزین که معمولاً برای کودکان و نوزادان استفاده می‌شود به این شکل است که زبان را با یک وسیله نگه داشته و ایروی را داخل دهان قرار می‌دهند.
زمانی که فرد هوشیار می‌شود یا رفلکس بلع بیمار فعال می‌شود و یا اینکه یک راه هوایی پیشرفته مانند لوله تراشه برای بیمار تعبیه می‌شود می‌توان ایروی را بدون چرخاندن از دهان بیمار خارج کرد.